# 7304 Namiki
7304 Namiki (1994 AE2) là một thiên thạch xuyên Sao Hỏa được phát hiện vào ngày 09 tháng 01 năm 1994 bởi T. Kobayashi tại Oizumi.

## Link ngoài
- JPL Small-Body Database Browser on 7304 Namiki